# Victor Leemans
Pour les articles homonymes, voir Leemans.
Victor Louis Leemans (alias E. Van Haaf ou V. Van Waas), né le 21 juillet 1901 à Stekene et mort le 3 mars 1971 à Louvain) est un homme politique belge. Président du syndicat nationaliste flamand Arbeidsorde durant les années 1930, il est secrétaire-général aux Affaires économiques et aux classes moyennes sous l'occupation allemande. Amnistié à la Libération, il devient sénateur pour le Parti social-chrétien (PSC-CVP). Il est ensuite délégué au Parlement européen et en est Président de 1965 à 1966.

## Biographie

### Jeunesse
Victor Leemans naît à Stekene. Il étudie à l'école normale de Saint-Nicolas, où, sous l'influence de J. Van der Linden, il entre en contact avec la Croisade eucharistique et les idées d'Édouard Poppe. Après ses études, il devient professeur à l'École des Frères de Stekene de 1920 à 1934.

### Radicalisation
Entre 1926 et 1930, Victor Leemans est rédacteur en chef du journal d'extrême droite et solidariste Jong Dietschland. En 1930, il quitte la direction du journal mais continue d'y écrire sous le nom de plume de Victor Van Waas. Durant cette période, il est sous l'influence idéologique d'Erich Przywara, Romano Guardini et Lodewijk Dosfel.
À cette époque, il s'inscrit à l'École des hautes études en sciences sociales de Paris, où il obtient un doctorat en science politique avec les thèses intitulées La presse et les universités en Allemagne et F. Toennies et la sociologie contemporaine en Allemagne. Il suit également des cours et des séminaires aux universités de Berlin et Munster.
En 1936, il est nommé président de l'Arbeidsorde, un syndicat nationaliste flamand lié à la Ligue nationale flamande (VNV) de Staf de Clercq et du Rex-Vlaanderen de Léon Degrelle.

### Carrière politique
Pendant l'occupation allemande, Victor Leemans est nommé secrétaire-général aux Affaires économiques et aux classes moyennes le 14 août 1940. Le commerce extérieur est ensuite ajouté à son portefeuille. À partir du 25 novembre 1940, il est également membre du conseil d'administration de la Banque d'émission, créée par les nazis en remplacement de la Banque nationale et chargée de la compensation.
À la Libération, Victor Leemans est confronté à la répression mais est amnistié en 1948. Un an plus tard, il est élu sénateur de la province d'Anvers, en tant que candidat d'ouverture le Parti social-chrétien (PSC-CVP). À partir de novembre 1964, il est chef du groupe de ce parti à la chambre haute.
En mars 1958, il est désigné par le PSC-CVP au Parlement européen, dont il est Président de l'assemblée plénière de Strasbourg du 24 septembre 1965 au 7 mars 1966. Il est également Président de la Commission de l'Énergie, de la Recherche et des Questions atomiques.
Malgré ces activités politiques, il écrit hebdomadairement dans le journal De Standaard des tribunes sur l'actualité économique, sociale et politique. Il collabore également aux revues Kultuurleven et Tijdschrift voor Filosofie.
Jusqu'à sa mort en 1971, il est reste représentant PSC-CVP au Sénat.